# Jan Bergquist
Jan Olov Bergquist, född 31 juli 1942 i Solna, död 9 december 1993 i Katarina församling i Stockholm, var en svensk regissör, skådespelare och dramatiker.

## Biografi
Jan Bergquist utbildade sig på Dramatens elevskola och var därefter verksam vid Stockholms stadsteater. Han gjorde också ett antal filmroller. Han debuterade som dramatiker på Stockholms stadsteater. 1969 skrev han i samarbete med Hans Bendrik pjäsen Ivar Kreugers svindlande affärer som både dramatiserade och debatterade historien om Ivar Kreugers kortlivade finansimperium. Sedan kom den nyskapande produktionen Buss på stan, där publiken faktiskt åkte buss på stan och fick sätta sig in i frågor om kommunalpolitik, stadsplanering och dylikt.
År 1975 gjorde han programserien i fem delar om Kroppen där han spelade den tvivlande grabben Kalle och den tålmodigt förklarande Janne. Senare gjorde han flera TV-produktioner, till exempel debattserien Ärligt talat 1984–1985. Han behandlade ämnen som lagstiftning, hälsovård och u-landsproblematik. Ett av hans sista projekt var Brysselpolka, som diskuterade europeiskt samarbete inför folkomröstningen om EU.
Jan Bergquist dog i hjärtinfarkt 1993 och är gravsatt i minneslunden på Skogskyrkogården i Stockholm.

## Filmografi i urval
- 1964 – Henrik IV
- 1966 – Syskonbädd 1782
- 1968 – En dåres dagbok (kortfilm) (manus, regi, roll)
- 1970 – Baltutlämningen
- 1972 – Barnen i Höjden (TV-serie)
- 1973 – Affären Enbom (TV-serie)
- 1974 – De tre från Haparanda (TV-serie)
- 1974 – Engeln (TV-serie)
- 1975 – Robert och Jessica (TV-serie)
- 1975 – Kroppen (TV-serie)
- 1976 – Maten och kroppen (TV-serie)
- 1977 – Soldat med brutet gevär (TV-serie)
- 1978 – Forskaren (TV-serie)
- 1979 – Sjukt, sa kroppen (TV-serie)
- 1980 – Styv kuling (TV-serie)
- 1981 – Häpnadsväktarna (TV-serie)
- 1981 – Olsson per sekund eller Det finns ingen anledning till oro
- 1985 – August Strindberg ett liv (TV-serie)
- 1993 – Den gråtande ministern (TV-serie)
- 1994 – Den vite riddaren (TV-serie)

## Teater

### Roller
| År   | Roll                   | Produktion                                                                                               | Regi                | Teater                  |
| ---- | ---------------------- | --- | ------------------- | ----------------------- |
| 1961 | Medverkande i danserna | Kung John (The Life and Death of King John) William Shakespeare                                          | Alf Sjöberg         | Dramaten                |
| 1961 |                        | De löjliga preciöserna (Les Précieuses Ridicules) Molière                                                | Bernhard Krook      | Parkteatern             |
| 1962 | Medverkande i danserna | Resan (Le voyage) Georges Schehadé                                                                       | Alf Sjöberg         | Dramaten                |
| 1962 | Benoit                 | Ungdom i fjällen (Altitude 3.200) Julien Luchaire                                                        | Rolf Carlsten       | Dramaten                |
| 1962 |                        | Den tappre soldaten Svejk (Osudy dobrého vojáka Švejka za světové války) Jaroslav Hašek                  | Åke Falck           | Skansens friluftsteater |
| 1963 | Härolden Sören m. fl.  | Lax, lax, lerbak Alf Henrikson                                                                           | Carl Johan Ström    | Stockholms stadsteater  |
| 1964 | Luigi En herre m. fl.  | Han hade två pistoler med svarta och vita ögon (Aveva due pistole con gli occhi bianchi e neri) Dario Fo | Hans Dahlin         | Stockholms stadsteater  |
| 1964 | Mustafa Helmut         | Skärmarna (Les Paravents) Jean Genet                                                                     | Per Verner-Carlsson | Stockholms stadsteater  |
| 1964 | Balbus, minister       | Karusellen (The Apple Cart) George Bernard Shaw                                                          | Georg Funkquist     | Stockholms stadsteater  |
| 1964 | Falskmyntar-Mattias    | Tolvskillingsoperan (Die Dreigroschenoper) Kurt Weill och Bertolt Brecht                                 | Hans Dahlin         | Stockholms stadsteater  |
| 1966 | En hotellgäst          | Fruar på vift (Le dindon) Georges Feydeau                                                                | Etienne Glaser      | Stockholms stadsteater  |
| 1967 | Medverkande            | Viet Rock Megan Terry                                                                                    | Sten Lonnert        | Stockholms stadsteater  |
| 1967 | Poliskonstapeln        | Leva som svin (Live Like Pigs) John Arden                                                                | Sten Lonnert        | Stockholms stadsteater  |
| 1968 | Georg                  | Jaktscener (Jagdszenen aus Niederbayern) Martin Sperr                                                    | Ernst Günther       | Stockholms stadsteater  |
| 1969 | Latrintömmaren         | Familjen Tot (Tóték) István Örkény                                                                       | Ernst Günther       | Stockholms stadsteater  |

### Dramatik vid Stockholms stadsteater (ofta också regi)
- 1993 – Den blinda gudinnan
- 1992 – Brysselpolka
- 1991 – Slå mynt
- 1989 – Innan banketten (enmansföreställning)
- 1984 – Så in i Norden! En blåögd revy (medförfattare)
- 1982 – En knapp timme (enmansföreställning)
- 1981 – Döm själv
- 1978 – Här fattas beslut (medförfattare)
- 1978 – Kärnklart
- 1978 – Dyra fosterland
- 1974 – Beteendelek
- 1973 – Galakväll (medförfattare)
- 1972 – 2172...A Kind of Cabaret
- 1972 – Tryck på stan (med Hans Bendrik)
- 1971 – Mr. President (med Hans Bendrik)
- 1970 – Buss på stan (med Hans Bendrik)
- 1969 – Ivar Kreugers svindlande affärer (med Hans Bendrik)

På andra scener
- Ett parti maramba
- Världspoker eller Ha en bra semester!
- All rätt i världen (med Jörgen Cederberg)